# Papilio zoroastres
Papilio zoroastres is een vlinder uit de familie van de pages (Papilionidae). De wetenschappelijke naam van de soort is voor het eerst geldig gepubliceerd in 1878 door Herbert Druce. Deze naam wordt wel beschouwd als een synoniem van Papilio echerioides.